# Anthomuda quadrilineata
Anthomuda quadrilineata är en kräftdjursart som beskrevs av Brian Frederick Kensley och Marilyn Schotte 2000. Anthomuda quadrilineata ingår i släktet Anthomuda och familjen Antheluridae.
Artens utbredningsområde är Aldabra. Inga underarter finns listade i Catalogue of Life.